# Cauvetauropus biglobulosus
Cauvetauropus biglobulosus är en mångfotingart som beskrevs av Ulf Scheller 1997. Cauvetauropus biglobulosus ingår i släktet Cauvetauropus och familjen fåfotingar. Inga underarter finns listade i Catalogue of Life.